# LG Eintracht Frankfurt
Die LG Eintracht Frankfurt war eine Leichtathletikgemeinschaft, bestehend aus den Leichtathletik-Abteilungen der Frankfurter Vereine Eintracht Frankfurt, FSV Frankfurt, TG 04 Sachsenhausen und TSG Nordwest 1898. Sie wurde zum 31. Dezember 2020 aufgelöst. Die Wettkampfkleidung war rot, weiß und schwarz.

## Geschichte
Auf Betreiben der Stadt Frankfurt wurde 1970 die LG Frankfurt mit den Leichtathletikabteilungen mehrerer Frankfurter Vereine gegründet. Erfolgreiche Athleten der LG Frankfurt waren zum Beispiel Gerd Nagel und Ralf Salzmann.
Um die Leichtathletik im Rhein-Main-Gebiet zu bündeln und zu stärken, schlossen sich die LG Frankfurt und die Eintracht Frankfurt zum 1. Januar 2000 zur LG Eintracht Frankfurt zusammen. Gründungsmitglieder waren Eintracht Frankfurt, TSG Nordwest 1898, TSG Fechenheim, FSV Frankfurt, TG 04 Sachsenhausen und LC Main Taunus.

## Erfolgreiche Sportler
Prominenteste „Ehemalige“ sind der 800-Meter-Olympiasieger von 2000 Nils Schumann, der von 2005 bis 2007 einen Startpass für die LG Eintracht Frankfurt besaß und Tim Lobinger, der im Jahr 2002 für die LGEF startete.
Die aktuell bekanntesten und erfolgreichsten Athleten sind Betty Heidler (Weltmeisterin 2007 in Osaka, Vizeweltmeisterin 2009 im Hammerwurf) und Ariane Friedrich, Halleneuropameisterin 2009 und Dritte der Weltmeisterschaften 2009 im Hochsprung.
An den Europameisterschaften 2006 in Göteborg nahmen sechs Athleten der LG Eintracht Frankfurt teil:
Bei den Frauen Betty Heidler und Kathrin Klaas, die im Hammerwurf die Plätze 5 und 6 belegten, sowie Korinna Fink die mit der 4-mal-400-Meter-Staffel Fünfte wurde.
Bei den Männern startete Kamghe Gaba über 400 Meter und auch in der 4-mal-400-Meter-Staffel. Sebastian Gatzka war zwar auch für die 4-mal-400-Meter-Staffel nominiert worden, lief aber nur im Einzelrennen über 400 Meter. Pascal Behrenbruch wurde mit persönlicher Bestleistung im Zehnkampf überraschend Fünfter.
Bei den Weltmeisterschaften 2007 in Osaka war die LG Eintracht Frankfurt mit drei Sportlern vertreten. Betty Heidler holte Gold im Hammerwurf. Kathrin Klaas schied in der Hammer-Qualifikation aus, Kamghe Gaba startete in der 4-mal-400-Meter-Staffel.
Der siebte Platz von Ariane Friedrich bedeutete die beste Platzierung eines LGEF-Athleten bei den Olympischen Spielen 2008. Betty Heidler belegte im Hammerwurf Rang 9, Kathrin Klaas und Kamghe Gaba konnten sich nicht für ihre Finals qualifizieren.
Bei den Weltmeisterschaften 2009 in Berlin gab es zwei Medaillen für Athleten der LGEF. Betty Heidler gewann Silber im Hammerwurf und Ariane Friedrich Bronze im Hochsprung. Mit Kathrin Klaas (Rang 4 im Hammerwurf), Sergej Litvinov (Rang 5 im Hammerwurf) und Pascal Behrenbruch (Rang 6 im Zehnkampf) erreichten drei weitere Athleten Plätze unter den besten Acht.
2010 wurde Betty Heidler in Barcelona Europameisterin im Hammerwurf, Ariane Friedrich belegte im Hochsprung Rang 3. Kamphe Gaba kam mit der 4-mal-400-Meter-Staffel des DLV auf den vierten Platz. Kathrin Klaas nahm im Hammerwurf teil, Claudia Rath im Siebenkampf.
Im gleichen Jahr belegte Martin Günther bei den Hallenweltmeisterschaften in Doha den achten Platz im Hochsprung.
An den Leichtathletik-Weltmeisterschaften 2011 in Daegu / KOR nahmen mit Pascal Behrenbruch und Jan-Felix Knobel zwei Zehnkämpfer aus den Reihen der LGEF teil. Sie belegten die Ränge 7 und 8. Gesa Felicitas Krause belegte bei ihrer ersten WM-Teilnahme Rang 8.